# Păduche de corp
Păduchele de corp sau păduchele de haine, păduchele vestimentar (Pediculus humanus humanus,  sinonime Pediculus humanus corporis, Pediculus humanus vestimenti) este o insectă apteră (fără aripi) din familia Pediculidae, subordinul Anoplura. Are corpul turtit dorso-ventral și un aparat bucal pentru înțepat și supt. Corpul este format din cap, torace și abdomen și trei perechi de picioare. Are culoarea albă murdar. Masculul măsoară circa 2–3 mm iar femela 3–4 mm. Acest păduche cosmopolit se întâlnește pe pielea corpului uman numai în momentul hrănirii; în restul timpului stă pe lenjerie sau pe haine în special în cutele hainelor, la cusături. Este o insectă hematofagă, parazit obligatoriu al omului. Trăiește întreaga sa viață pe aceeași gazdă, nepărăsind-o decât dacă este îndepărtat manual sau când se mută pe o altă gazdă umană. Atât adulții ambelor sexe cât și nimfele se hrănesc numai cu sânge. Păduchele de corp este foarte vorace și înțeapă mai ales seara. Se hrănește de 3–5 ori pe zi. Adulții sug la fiecare prânz circa 0,0008 g sânge; poate supraviețui fără hrană timp de o săptămână.
Ciclul biologic cuprinde stadiul de ou, trei stadii nimfale și stadiul adult. Ouăle de circa 1 mm lungime, au o formă ovoidală și o culoare albă; în popor sunt cunoscute sub numele de lindeni. O femelă depune 6–10 ouă pe zi, cu un total de 150–300 în cele două luni de viață. Ouăle sunt depuse pe lenjerie, de obicei în dreptul cusăturilor, pe firele scămoșate, unde aerația e mai puternică, rareori pe perii corpului. Ouăle eclozează într-o durată de timp variabilă în raport cu temperatura ambiantă. La temperatura 32-35°C (temperatura lenjeriei purtate continuu) eclozează în 6 zile. La 25-30°C — în 8-10 zile. Din ou iese o larvă (nimfă) a cărei formă nu diferă prea mult de aceea a adultului. După triplă năpârlire, în nouă zile de la eclozare, larvele se maturează și la 10 ore după a treia năpârlire păduchele se împerechează. Durata de viață este de aproximativ 4-12 săptămâni, în medie 2 luni. Păduchii de corp nu suportă uscăciunea și nici umiditatea, fiind foarte sensibili la căldură (mor la 45°C, în 1 oră; la 80°C, mor în 10 minute). Rezistă la frig, când intră într-o stare de amorțire. Numărul păduchilor pe aceeași persoană variază de la câțiva până la 400–500. Transmiterea de la om la om se face prin contact direct (dormitoare, internate etc.), mai ales că parazitul are tendința de a trece de la persoanele parazitate la cele neparazitate. Păduchii tind să emigreze de pe bolnavii foarte febrili și de pe cadavre (nu le convine temperatura), ajungând astfel pe noi persoane receptive. O transmisiune accidentală a păduchelui de cap se poate produce fie sub forma unui contact direct (în locuri publice, jocul copiilor, transportul în comun), fie indirect (prin intermediul pernelor, tapiseriilor sau scaunelor). Utilizarea în comun a lenjeriei de corp și de pat, prosoapelor, periei de haine, poate duce la trecerea păduchilor de la o persoană la alta.

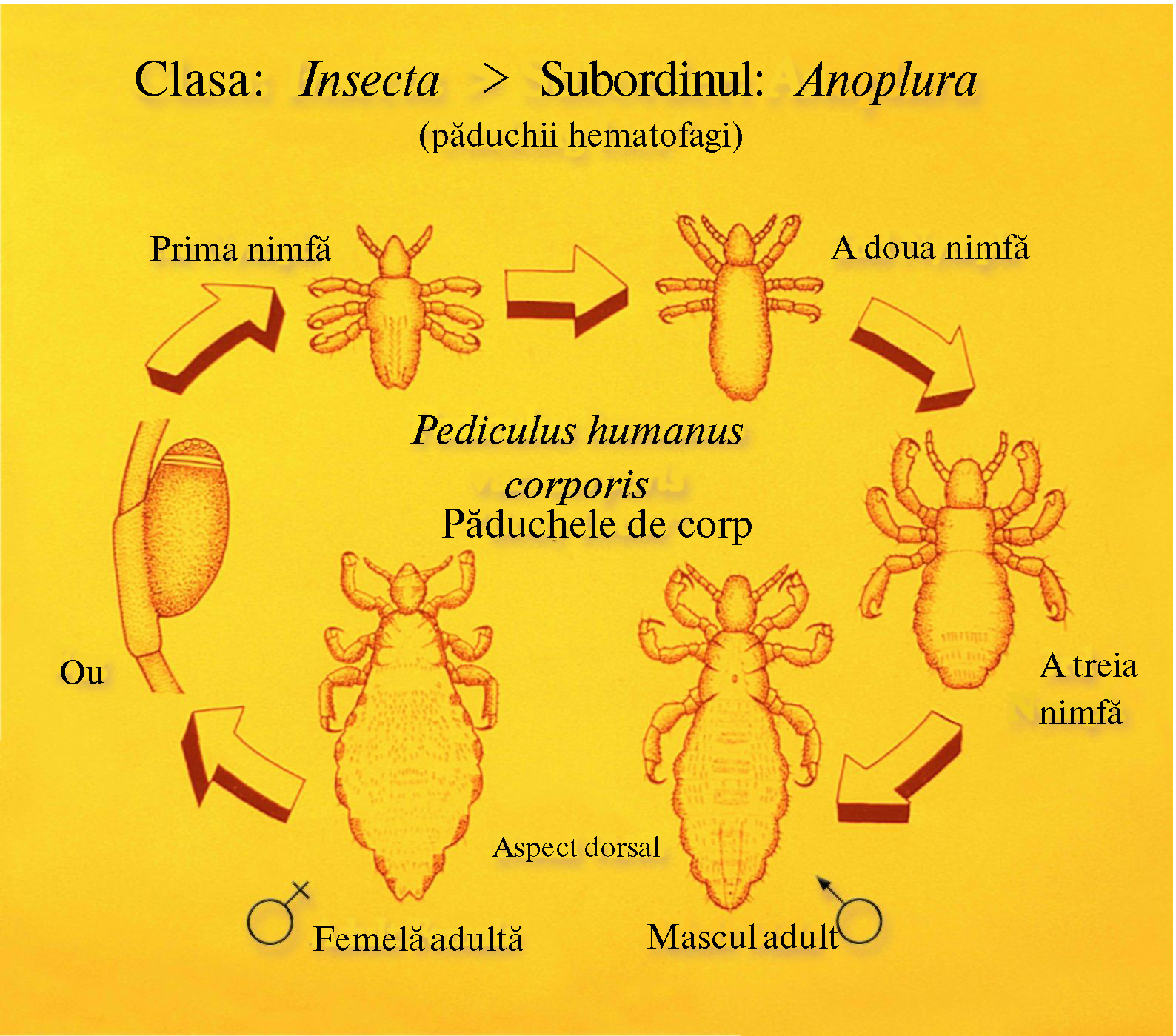
Ciclul de dezvoltare a păduchelui

Înțepătura păduchilor de corp este dezagreabilă și pruriginoasă la indivizii neobișnuiți cu acești paraziți, trecând însă neobservată la cei frecvent parazitați. La nivelul înțepăturii apar papule eritematoase pruriginoase care determină leziuni (date de grataje) în special între umeri, pe abdomen, șolduri și pe fața externă și anterioară a pulpelor. În infecțiile cronice, pielea de la nivelul gratajelor devine brună. Această melanodermie se remarcă mai ales în zona interscapulară, dar ea poate fi generalizată ("maladia vagabonzilor"). Importanța epidemiologică a păduchilor de corp este legată de faptul că prezența lor determină pediculoza corpului și ei sunt vectori biologici care transmit omului tifosul exantematic produs de Rickettsia prowazeki, febra recurentă produsă de Borrelia recurrentis și febra de tranșee produsă de Rochalimaea quintana. Înainte de era insecticidelor, infestarea oamenilor cu păduchi de corp a atins niveluri înalte, în funcție de situațiile politice, astfel în timpul și după cele două războaie mondiale, infestările cu păduchi de corp au avut loc concomitent cu izbucnirea epidemiei de tifos exantematic. Atunci când insecticidul puternic diclordifeniltricloretan (DDT) a fost utilizat pe scară largă la începutul anilor 1950, a fost observat un declin spectaculos al numărului de păduchi și a  cazurilor de boli transmisibile prin păduche, inclusiv al tifosului epidemic (exantematic). Pediculoză corpului marchează o descreștere în prezent, focarele permanente de păduchi de corp se găsesc în regiunile cu temperaturi scăzute, în comunități afectate de sărăcie și la oameni cu un grad scăzut de igienă, în special la persoane fără adăpost. În Franța, 35% dintre persoane fără adăpost au păduchi. Creșterea infestărilor cu păduchi are loc în condiții de război și foamete. În timpul războaielor civile care au avut loc în Burundi, Ruanda și Zair în anii 1990, procentul de infestare cu păduchi a ajuns la 90-100%.

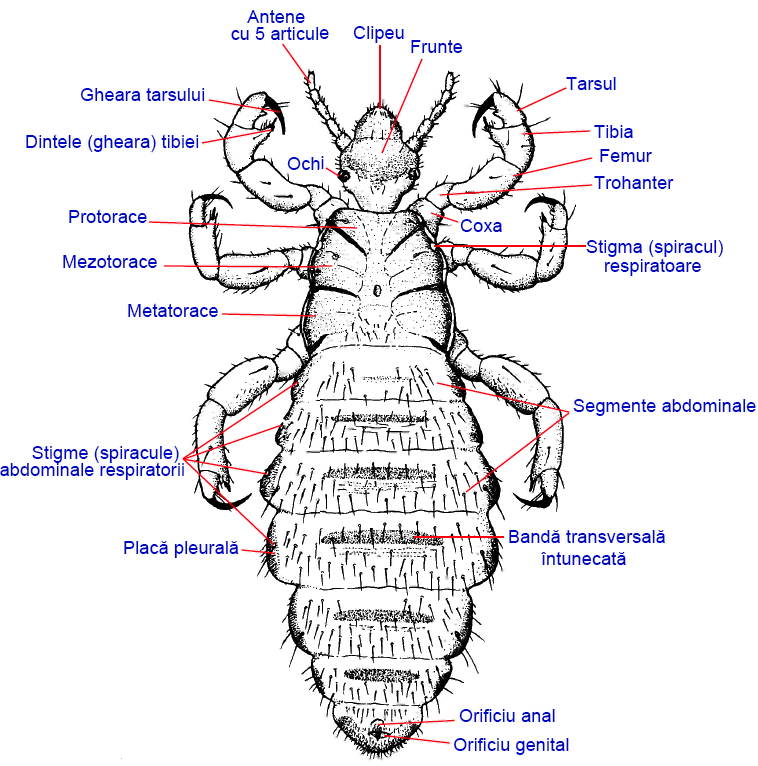
Păduchele de corp, mascul